# Hugo Despenser mladší
Hugo Despenser mladší (1287/1289 – 24. listopadu 1326, Hereford), také uváděn jako Hugo le Despenser, 1. baron Despenser, byl syn a dědic Huga Despensera, hraběte z Winchesteru, a jeho manželky Isabely de Beauchamp, dcery Viléma de Beauchamp, 9. hraběte z Warwicku. Dostal se na výsluní jako komorník a favorit anglického krále Eduarda II. Udělal si mnoho nepřátel mezi anglickou šlechtou. To nakonec vedlo po svržení krále Eduarda k tomu, že byl obviněn z vlastizrady a oběšen, stažen a rozčtvrcen.

## Tituly a majetky
Despenser mladší se dostal na výsluní jako komorník a blízký rádce anglického krále Eduarda II., stejně jako jeho otec, Despenser starší. Despenser mladší si v roce 1317 přes svou manželku Eleanor de Clare nárokoval panství Glamorgan. Poté nashromáždil další pozemky u waleských hranic a v Anglii. Byl rytířem hradu Hanley ve Worcestershire, konstáblem hradu Odiham, majitelem hradů Bristol, Portchester a Dryslwyn a jejich příslušných měst, a regionu Cantref Mawr v Carmarthenshire.
Také vlastnil hrady, panství a statky Brecon, Hay-on-Wye, Cantref Selyf a další v hrabství Brecon a také Huntington v Herefordshire.
Navíc dostal hrad Wallingford v Berkshire, navzdory tomu, že byl předtím dán anglické královně Izabele.

## Manželství a potomci
V květnu 1306 byl Despenser spolu s princem Eduardem při Svátku labutí pasován na rytíře a v létě se oženil s Eleonorou de Clare, dcerou mocného šlechtice Gilberta de Clare a princezny Johany Anglické. Eleanořin děd, král Eduard I., dlužil Despenserovi staršímu 2000 marek, což sňatkem Despensera s jeho vnučkou splatil. Když byl Eleanořin bratr Gilbert v roce 1314 zabit v bitvě u Bannockburnu, stala se Eleanor nečekaně jednou ze tří spoludědiček bohatého hrabství Gloucester a z jejího práv zdědil Hugo Glamorgan a další pozemky. Během několika let se Hugo stal z nemajetného rytíře jedním z nejbohatších magnátů v království.
Eleanor byla také neteří nového krále Eduarda II. a toto spojení sblížilo Despensera s anglickým královským dvorem. Připojil se k baronské opozici proti Piersi Gavestonovi, královu oblíbenci (a svému švagrovi, Gaveston byl manželem Eleanořiny sestry Markéty). Despenser dychtil po moci a bohatství a zmocnil se hradu Tonbridge v roce 1315, po smrti svého švagra, protože se mylně domníval, že patří jeho tchyni. Despenser dychtil po moci a bohatství a v roce 1315, po smrti svého švagra, se zmocnil hradu Tonbridge, protože se mylně domníval, že patřil jeho tchyni; vzdal se ho, když zjistil, že právoplatným vlastníkem je ve skutečnosti arcibiskup z Canterbury. V roce 1318 zabil Llywelyna Brena, který byl waleským rukojmím v jeho vazbě.
Hugo měl s Eleanor devět dětí, které se dožily dospělosti:
- Hugo le Despenser
- Eduard Despenser
- Isabela le Despenser
- Johana le Despenser
- Gilbert le Despenser
- Jan le Despenser
- Eleonora le Despenser
- Markéta le Despenser
- Alžběta le Despenser

## Politika
Despenser se stal královským komorníkem v roce 1318. Jako královský dvořan se prodral do náklonnosti krále Eduarda a vytlačil předchozího oblíbence Rogera d'Amoryho. To vyvolalo velké zděšení baronů, když viděli, jak zaujímá jejich právoplatná místa u dvora v nejlepším případě a v horším případě je novým, horším Gavestonem. V roce 1320 již Despenserova chamtivost neznala hranic. Údajně také přísahal pomstu Rogeru Mortimerovi, protože Mortimerův děd zabil jeho vlastního děda. Do roku 1321 si vysloužil mnoho nepřátel ve všech vrstvách společnosti, od královny Izabely, přes barony až po obyčejné lidi. Existovalo dokonce i spiknutí s cílem zabít Despensera přilepením jeho voskové podobizny špendlíky.
Nakonec baroni zasáhli proti králi Eduardovi a na prosbu královny Izabely donutili Despensera a jeho otce v srpnu 1321 odejít do exilu. Eduardův záměr povolat je zpět do Anglie však nebyl žádným tajemstvím. Na začátku následujícího roku, kdy Mortimerovi baroni byli zaneprázdněni potlačováním povstání ve svých zemích, se Despenserové mohli vrátit. Eduard, s Despenserovými dokázal povstání proti němu rozdrtit a zajistit nejprve kapitulaci Mortimera a poté Lancastera, který byl následně popraven.
Král Eduard rychle opět udělal z Despensera svého oblíbence. Období od návratu Despenserových z exilu do konce vlády Edwarda II. bylo v Anglii obdobím nejistoty. Vzhledem k tomu, že hlavní baronská opozice byla bez vůdce a slabá, byla poražena v bitvě u Boroughbridge a Eduard byl ochotný nechat je dělat si, co chtěli, Despenserové zůstali bez kontroly. Tento nesprávný úřední postup v baronech vyvolal nepřátelské pocity. Nakonec, rok po jeho kapitulaci a uvěznění, Mortimer uprchl do Francie, kde začal organizovat nové povstání.

## Zločinnost
Stejně jako jeho otec byl mladší Despenser obviněn z rozsáhlých zločinů. Mezi jinými příklady se Despenser zmocnil velšských zemí jako dědictví své manželky, zatímco ignoroval nároky svých dvou švagrů. Dále ošidil svou švagrovou Alžbětu de Clare o Gŵyr a Usk a donutil Alici de Lacy, hraběnku z Lincolnu, aby mu dala své pozemky. V roce 1318 zavraždil Llywelyna Brena, když byl Velšan držen jako rukojmí, a během svého vyhnanství strávil určitou dobu jako pirát v Lamanšském průlivu, „mořské monstrum, které číhalo na obchodníky, když překračovali moře“. Kromě toho uvěznil sira Williama Cokerella v Toweru a vymáhal od něj peníze.

### Obvinění ze sodomie
Dvorní historik 14. století Jean Froissart napsal, že "to byl sodomita", a Adam Orleton, biskup z Winchesteru, proti němu také vznesl obvinění (ačkoli Orletonovo obvinění přišlo, když se bránil, aby totéž netvrdil o králi Eduardovi). Podle Froissarta byl Despenserův penis při jeho popravě oddělen a spálen jako trest za jeho sodomii a herezi. V roce 1326, když Izabela a Mortimer napadli Anglii, Orleton přednesl kázání, ve kterém veřejně odsoudil Eduarda, který uprchl s Despenserem, jako sodomitu. Letopisy kláštera Newenham v Devonu zaznamenaly, že „král a jeho manžel“ uprchli do Walesu.

## Vztah s Izabelou a pád
Královna Izabela měla k Despenserovi zvláštní odpor. Zatímco byla Izabela ve Francii, aby vyjednávala mezi svým manželem a francouzským králem, uzavřela spojenectví s Rogerem Mortimerem a začala plánovat invazi do Anglie, která se nakonec v září 1326 uskutečnila. Jejich síly čítaly zpočátku jen asi 1500 žoldáků, ale během září a října se k nim připojila většina šlechty, která raději stála na jejich straně než s Eduardem a nenáviděnými Despensery.
Despenserové uprchli s králem a značnou částkou z pokladny na západ; jejich útěk byl však neúspěšný. Král a mladší Despenser byli odděleni od staršího Despensera a opuštěni většinou svých následovníků byli v polovině listopadu poblíž Neath zajati. Král byl zajat a později donucen k abdikaci ve prospěch svého syna Eduarda III. Despenser starší 27. října 1326 v Bristolu pověšen a Despenser mladší byl přiveden před soud.

## Soud a poprava

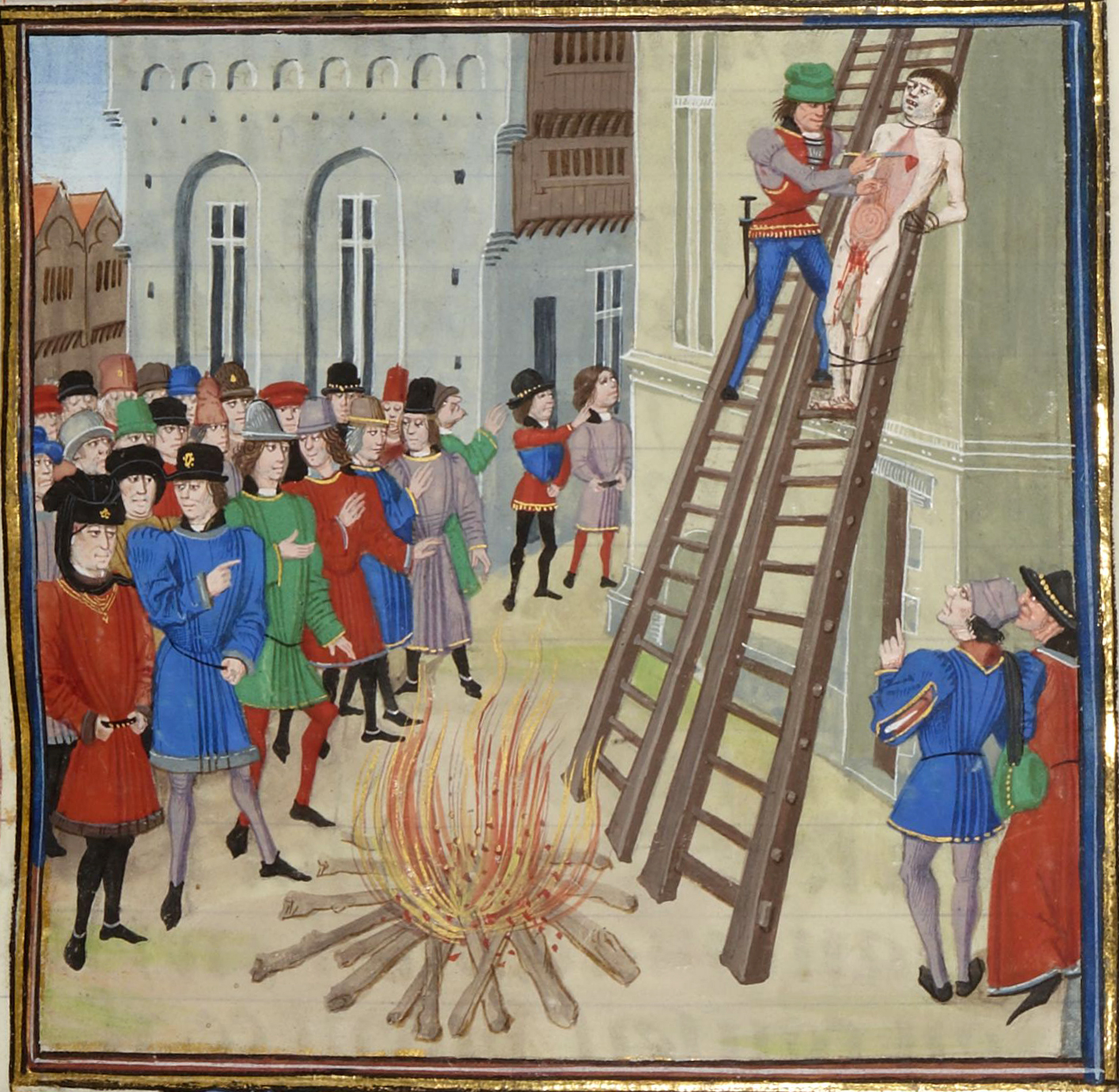
Poprava Huga Despensera mladšího z rukopisu Jeana Froissarta.

Despenser se pokusil před soudem vyhladovět, to se mu však nepovedlo. 24. listopadu 1326 čelil v Herefordu soudu před Mortimerem a královnou, a byl shledán vinným z mnoha obvinění. Byl odsouzen k smrti, přičemž Izabela, Mortimer a jejich následovníci vleklé popravě předsedali.
Despenser byl vláčen nahý ulicemi. Byla mu učiněna podívaná, která zahrnovala psaní biblických veršů proti hlavním hříchům, z nichž byl obviněn. Pak byl oběšen jako obyčejný prostý občan, ale uvolněn, než ho zabilo udušení.
Ve Froissartově popisu jeho popravy byl poté Despenser pevně přivázán k žebříku a jeho genitálie byly uříznuty a spáleny, zatímco byl stále při vědomí. Byly mu pomalu vytahovány vnitřnosti; nakonec mu bylo vyříznuto srdce a vhozeno do ohně. Froissart (nebo spíše kronika Jeana le Bela, o kterou se opíral) je jediným zdrojem, který uvádí kastraci; jiné zdroje uvádějí, že byl Despenser pověšen, stažen a rozčtvrcen, což kastraci obvykle nezahrnovalo.
Despenserovo tělo bylo popraveno a rozčtvrceno. Jeho hlava byla připevněna na brány Londýna.

## Ostatky
Po čtyřech letech, v prosinci 1330 bylo jeho vdově dovoleno shromáždit a pohřbít Despenserovy ostatky na rodinném pozemku v Gloucestershire; byla jí však vrácena pouze hlava, stehenní kost a několik obratlů.